# Cyril Mackworth-Praed
Cyril Mackworth-Praed (n. 21 septembrie 1891, Dorking, Anglia, Regatul Unit al Marii Britanii și Irlandei – d. 30 iunie 1974, Ringwood, Anglia, Regatul Unit) a fost un trăgător de tir ce a reprezentat Regatul Unit al Marii Britanii și al Irlandei de Nord, medaliat olimpic. A participat la o ediție a Jocurilor Olimpice (1924) în care a câștigat o medalie de aur și două medalii de argint.